# Вальсируя с Брандо
«Вальсируя с Брандо» (англ. Waltzing with Brando) — будущий американский биографический фильм редиссёра Билла Фишмана с Билли Зейном в главной роли. Лента основана на мемуарах архитектора Бернарда Джаджа, с которым Марлон Брандо хотел спроектировать курорт на Таити. Премьера фильма состоялась на кинофестивале в Торино 2024 года, выход в мировой прокат запланирован на 2025-й год.

## Сюжет
Действие кинокартины сосредоточено между 1969 и 1974 годами, в течение которых Марлон Брандо готовился к съёмкам в фильмах «Крёстный отец» и «Последнее танго в Париже», а также строил планы с архитектором Бернардом Джаджем о созданию первого в мире экологического курорта на необитаемом острове Тетиароа.

## В ролях
- Билли Зейн — Марлон Брандо
- Джон Хидер — Бернард Джадж
- Ричард Дрейфус — Сеймур Крафт
- Элейна Хаффман — Дана
- Тиа Каррере — мадам Леруа
- Роб Кордри — Джек Беллин
- Джеймс Джаггер — Зик Найт
- Танна Фредерик — Синди
- Камилль Раза — Мишель
- София Массон — Мария Шнайдер

## Производство
Сценаристом и режиссёром фильма выступил Билл Фишман. Сценарий базируется на мемуарах Бернарда Джаджа «Вальсируя с Брандо: планируя рай на Таити». Продюсерами ленты значатся сам Фишман, Билли Зейн, который также играет главную роль, и Дин Блоксом. Основные съёмки проходили на острове Тетиароа, где Марлон Брандо и Джадж пытались запустить проект экологического курорта.
В январе 2019 года Билли Зейн дал интервью по поводу своей роли отметив, что ранее он «не осознавал своей страсти к защите прав окружающей среды, которая была такой дальновидной и своевременной», и что он «хотел почтить память этого человека за то, что он был столь дальновидным мыслителем», также актёр подчеркнул, что был «заинтересован в том, чтобы рассказать людям о Брандо с незнакомой им стороны, и в то же время передать весь его драматизм».
По данным газеты The New York Post, продюсеры фильма посещали Каннский кинофестиваль 2024 года с целью поиска компании-дистрибьютера для своей ленты.